# مؤسسه انتشارات امیرکبیر
موسسه انتشارات امیرکبیر نام یکی از بزرگ‌ترین و معتبرترین مؤسسه‌های انتشاراتیِ ایران است که عبدالرحیم جعفری در سال ۱۳۲۸ آن را تأسیس کرد. گروه انتشاراتی امیرکبیر، بزرگ‌ترین واحد انتشاراتی خصوصی در ایران بود. در سال ۱۳۵۸ در جریان مصادره‌های ابتدای انقلاب، به حکم دادگاه انقلاب اسلامی، انتشارات امیرکبیر مصادره شد و سازمان تبلیغات اسلامی مدیریت مؤسسه انتشارات امیرکبیر را به عهده گرفت.
از جمله فعالیت‌های این مؤسسه می‌توان به انتشار فرهنگ فارسی ۶جلدی معین، دائرةالمعارف مصاحب و فرهنگ انگلیسی و فارسی آریان‌پور اشاره کرد.

## تاریخچه

### تأسیس و تبدیل به بزرگ‌ترین بنگاه انتشاراتی خاورمیانه
این انتشارات کار خود را در ۱۲ آبان ۱۳۲۸ با خرید سرقفلی نخستین فروشگاه خود در خیابان ناصرخسرو تهران آغاز کرد. نخستین اثر منتشرشده جزوه‌ای با نام «نماز» بود که با نظر حاج میرزا خلیل کمره‌ای تهیه شده‌بود. در دههٔ ۱۳۵۰ (خورشیدی) بر اساس حجم تولیدات که بالغ بر ۲۸۰۰ عنوان بود امیرکبیر به بزرگ‌ترین بنگاه انتشاراتی خاورمیانه تبدیل شد. به علاوه، کیفیت و تنوع تولیدات این انتشاراتی هم اعتبار و منزلتی خاص برای آن تدارک دیده بود. گردآوردن مترجمان و نویسندگان و پژوهشگران شاخص از یک سو، و در دیگر سو شکل دهی و تعریف ساختاری علمی برای کار نشر که منظومه‌ای از ویراستاران حرفه‌ای، تا چاپخانه و کتابفروشی و توزیع و بقیه مراحل نشر در آن انجام بگیرد از دیگر ابداعاتی بود که در امیرکبیر بنا گذاشته شد و این انتشارات را به عنوان یکی از تاثیرگذارترین ناشران تاریخ نشر ایران معرفی شد.
عبدالرحیم جعفری، مالک پیشین موسسه در خاطرات خود می‌نویسد: «سال ۱۳۵۵ چون سه موسسه انتشاراتی شركت كتاب‌های جیبی، خوارزمی، و ابن سینا به علل مختلف دچار بحران مالی شدند با خرید سهام آنها گروه انتشاراتی امیركبیر پایه گذاری شد و بزرگ‌ترین واحد انتشاراتی خصوصی ایران به‌وجود آمد كه تعداد كارمندان و كارگران آن به هفتصد نفر می‌رسید».

### انقلاب اسلامی و تصرف توسط سازمان تبلیغات اسلامی
مدیریت و مالکیت مؤسسه در زمان انقلاب سال ۱۳۵۷ در دست عبدالرحیم جعفری بود. پس از انقلاب، در سال ۱۳۵۸، جعفری به دلیل مرگ اسماعیل رائین در دفتر انتشارات مدتی را در زندان گذراند.
در سال ۱۳۶۲ بر پایه ادعای همکاری با حکومت پهلوی در دادگاه انقلاب، همه‌ دارایی‌های عبدالرحیم جعفری در جریان مصادره‌های ابتدای انقلاب، از جمله انتشارات خوارزمی و امیرکبیر به نفع سازمان تبلیغات اسلامی (به ریاست احمد جنتی) مصادره شد. عبدالرحیم جعفری در جلد سوم از خاطرات خود به نام در جستجوی صبح (که در ایران اجازه انتشار نیافت) درباره‌ دادگاهی که برگزار شد چنین نوشته است: «جنتی و محمد محمدی گیلانی وارد اتاق شدند و گیلانی با لگد بر سر و صورتم می‌زد تا انتشارات امیركبیر را به تشكیلات جنتی هدیه كنم و من به‌خاطر حفظ جانم چنین كردم!». این کار با امضای یک صلح‌نامه انجام شد. با این حال، او از تلاش برای بازپس گیری امیرکبیر و دیگر دارایی‌های خود دست نکشید ولی با وجود صدور چندباره رای اعاده اموال در دادگاه‌های مختلف، او سرانجام موفق به پس گرفتن امیرکبیر نشد.
تا پیش از این واگذاری، انتشارات بیش از ۲۰۰۰ عنوان کتاب چاپ کرده‌بود که در کنار کتاب‌های مؤسسه‌هایی که امتیاز آنها را خریداری کرده‌بود این تعداد به ۲۸۰۰ هم می‌رسید. پس از انقلاب، فعالیت انتشارات کاهش یافت و تا حدود ۱۵ سال بسیاری از عناوین قبلی هم چاپ نمی‌شدند تا اینکه با گذشت زمان کسب تجربه‌های بیشتر و با تغییر مدیریت انتشارات، برخی آثار مهم دوباره به چاپ رسیدند و انتشارات رونق دوباره‌ای گرفت.
علیرضا حیدری در سال ۱۳۸۶ بر اثر ایست قلبی درگذشت. با درگذشت او تلاش سازمان تبلیغات برای تصرف بر این انتشارات از سر گرفته شد و در نهایت در خرداد ۱۳۹۴ دادگاه به نفع سازمان تبلیغات اسلامی رای داد.

## جایزه‌ها و افتخارات
برخی از عناوین کسب‌شده توسط این انتشارات:
- سال ۱۳۸۶، ناشر برتر و برگزیدهٔ بیستمین نمایشگاه بین‌المللی کتاب تهران.
- سال ۱۳۸۵، برندهٔ کتاب سال جمهوری اسلامی ایران در سال پیامبر اعظم، سنن‌الرسول.
- سال ۱۳۸۴، ناشر برتر و برگزیدهٔ هجدهمین نمایشگاه بین‌المللی کتاب تهران.
- سال ۱۳۸۱، ناشر برتر و برگزیدهٔ پانزدهمین نمایشگاه بین‌المللی کتاب تهران.
- سال ۱۳۸۰، ناشر برتر و برگزیدهٔ چهاردهمین نمایشگاه بین‌المللی کتاب تهران.